# 洞口朋子
洞口 朋子（ほらぐち ともこ、1988年〈昭和63年〉11月30日 - ）は、日本の政治家。「ほらぐち ともこ」名義で活動している。杉並区議会議員（2019年4月-）。革命的共産主義者同盟全国委員会（中核派）の幹部。都政を革新する会メンバー。
宮城県宮城広瀬高等学校卒業。
2003年の中学生時代から学生運動に参加しており、2011年頃からネットやテレビで女性活動家として取り上げられた。2019年時点で前進チャンネル（YouTube配信動画）のキャスターを務めた。

## 略歴
- 1988年、宮城県仙台市で生まれる[1]。
- 2003年、東北大学生らのイラク戦争への抗議（英語版）のハンガーストライキ[8]、デモ[9]に参加。
- 2008年10月、法政大学経済学部通信教育課程に入学[10][11][12]。この時期から10年間前進社で暮らす[13]。
- 2010年、学内の自治闘争が理由で大学を無期停学処分[8][6]。
- 2015年、安保法制反対の国会前闘争デモ参加[6]。
- 2019年4月22日、30歳の時に杉並区議会選挙で3275票を獲得、48議席中18位で当選した[4]。
- 2019年5月から、毎月20万円を都政を革新する会へ寄付している[14]。
- 2023年4月23日、杉並区議会議員に再選。2632票を獲得し48議席中39位での当選だった[5]。

## 政策
大きく次の3つの政策を掲げている。
1. 貧困のない世の中を
  1. 若者と女性で社会を変えよう
  2. 非正規職、貧困、過労死のない世の中を
2. 阿佐ヶ谷再開発撤回
  1. 阿佐ヶ谷再開発は撤回を
  2. 公立保育所の増設を
  3. 児童館をつぶすな
3. 改憲とめよう
  1. 改憲とめよう
  2. 沖縄の怒りとともに

## 主張

### 故安倍晋三国葬儀
故安倍晋三国葬儀に反対し、国葬反対デモの呼びかけ人を務めた。2022年9月にAbemaNewsのABEMA Primeに出演し、西村博之（ひろゆき）らと議論を交わした。

### 辺野古基地と核配備
上述ABEMA Primeにおいて、辺野古基地の存在理由について、中国への侵略戦争目的だと述べた。日本国政府は沖縄県に核ミサイルを置く予定であると中核派機関紙で確認した上で事実であると述べていた。なおこれは政府が今後調達予定である長距離ミサイルに核が搭載可能なのではないか、という主張からであり、実際に核配備が事実となる主張の根拠が示されている訳では無い。
中核派機関紙の掲載を元にして、アメリカ海兵隊が対中国侵攻戦を想定した訓練を行っており、また、自衛隊も沖縄・熊本日米共同訓練でそれに参画していると述べた。

## 私生活
父親が中核派で「前進」（中核派の機関紙）を愛読していた。イラク戦争への反戦運動への参加も父親のツテから。